# Leo XIII

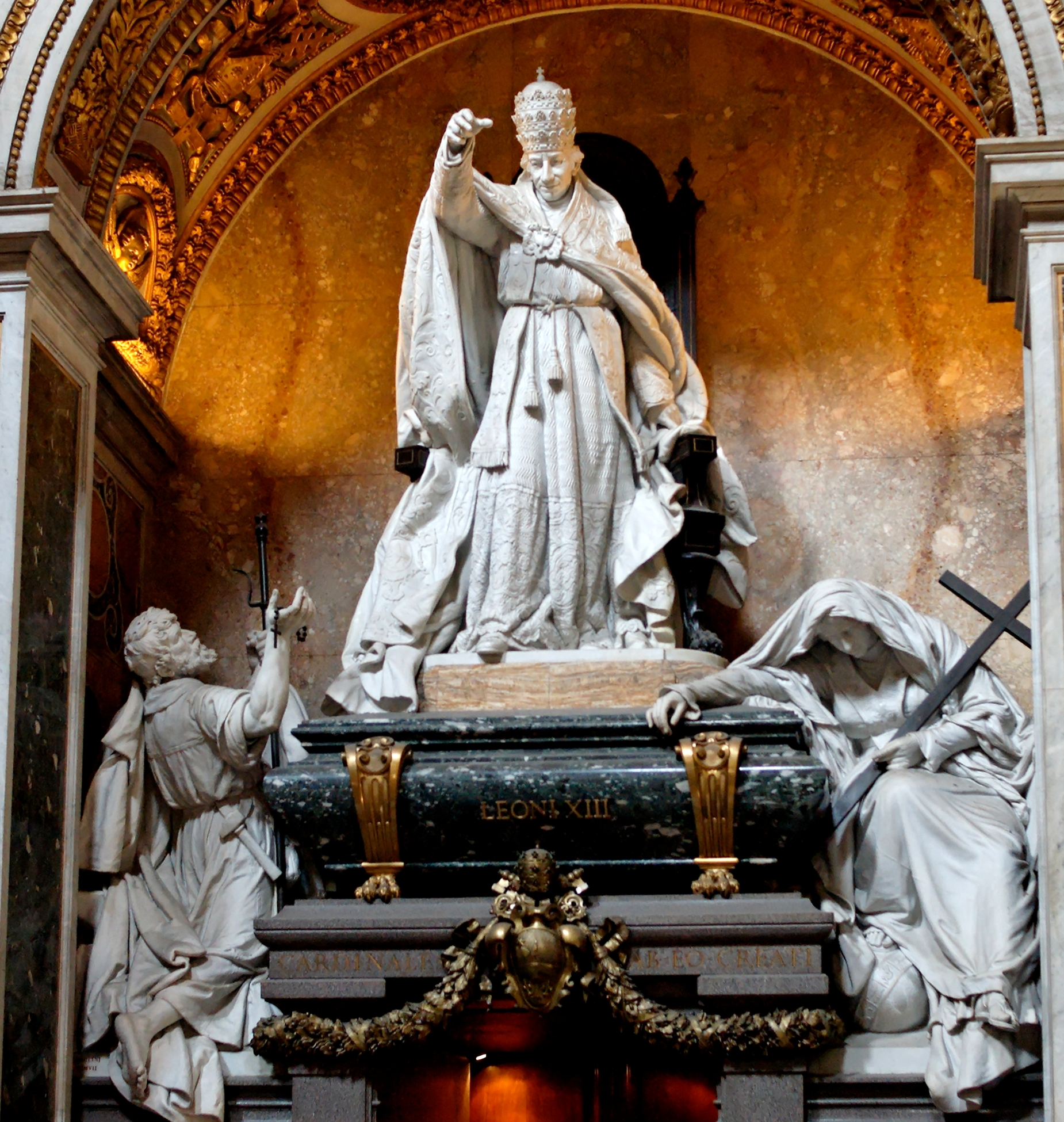
Leo XIII:s grav.

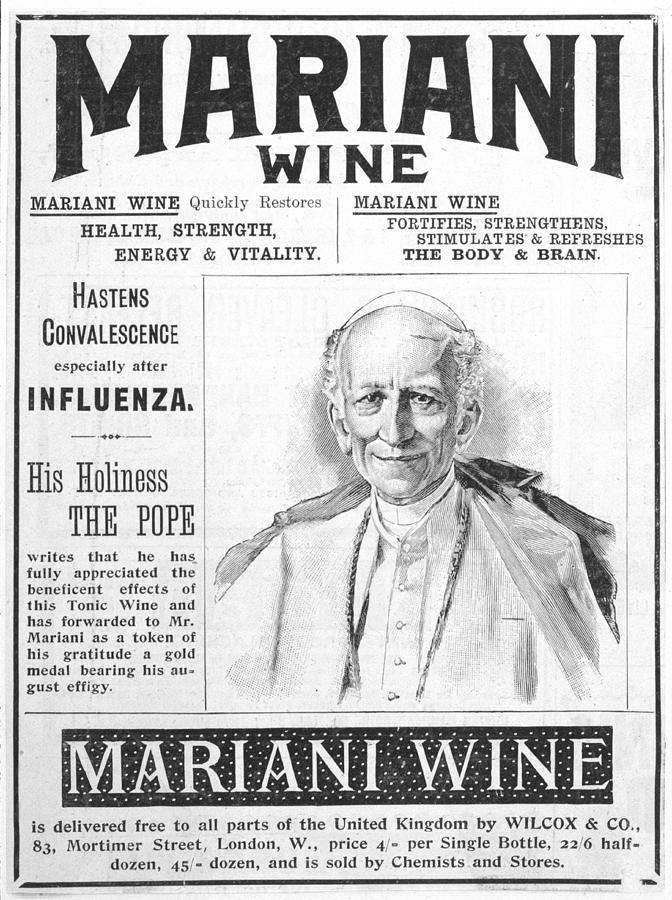
Leo XIII avbildad på reklam för Vin Mariani.

Leo XIII, född Vincenzo Gioacchino Raffaele Luigi Pecci 2 mars 1810 i Carpineto söder om Rom, död 20 juli 1903 i Rom, var en präst från nuvarande Italien som var påve från den 20 februari 1878.
Pecci utsågs till kardinalpräst (kardinal) av San Crisogono i december 1853. Han var camerlengo 1877–1878.
Leo XIII var en framstående lärd, som förenade konservatism med en klar blick för den sociala utvecklingens och vetenskapernas utmaningar. Hans encyklika Rerum novarum 1891 (den första socialencyklikan) fick avgörande betydelse för att förnya den romersk-katolska kyrkans inställning till de sociala frågorna. Den kom även att fungera som en inspirationskälla för den kristdemokratiska rörelse som växte fram i Europa.

## Biografi

### Bakgrunden, vägen till påve
Gioachino Vincenzo Lodovico Pecci föddes 2 mars 1810 i Carpineto i södra Kyrkostaten, och tillhörde en förnäm (grevlig) familj som son till Ludovivi Pecci och Anna Prosperi Buzi. Han fick, tillsammans med sin bror Giuseppe Pecci, sin första utbildning 1818–1824 i jesuitkollegiet i Viterbo, studerade därefter vid det likaså av jesuiter ledda Collegium Romanum i Rom, blev 1832 teologie doktor, inträdde samma år vid den påvliga förvaltningsskolan (Accademia dei Nobili ecclesiastici) och studerade samtidigt rättsvetenskap vid Roms universitet, där han 1837 vann juris doktorsgraden. Samma år inträdde han i den påvliga förvaltningstjänsten som råd i statssekretariatet för det inre (ponente del buon governo) och lät prästviga sig; sin första mässa firade han 1 januari 1838.
Redan samma år blev Pecci delegat i Benevento och 1841 i Perugia. 1843 utnämndes han till titulärärkebiskop ("in partibus infidelium") av Damiette och nuntie i Bryssel. Från denna plats återkallades han 1845, men handlade ärendena ett stycke in på följande år, då han övertog styrelsen över stiftet Perugia. Som stiftschef utmärkte han sig genom ovanlig administrativ duglighet och lyckades även bevara ett gott förhållande till den uppväxande italienska nationalstaten. 1853 blev Pecci kardinal, 1877 camerlengo, i vilken egenskap han hade att anordna konklaven efter Pius IX:s död, varur han själv efter 36 timmars valhandling vid tredje omröstningen 20 februari 1878 framgick som påve (introniserad 3 mars samma år).

### Tidiga påveår
Leos pontifikat betecknar inget avsteg från de ultramontana grundsatser som varit bestämmande för hans företrädare; men som den överlägset skicklige diplomat han var sökte och förmådde Leo i möjligaste mån undvika öppna brytningar och vinna sina syften med opportunistiska lampor. Några av hans tidigaste åtgärder – utnämnandet av kardinal Alessandro Franchi till statssekreterare, förlänandet av en kardinalstitel till John Henry Newman – tolkades som yttringar av en liberal politik, men redan Leos första encyklikor – Inscrutabilis av 28 april 1878 med dess direkta accepterande av företrädarens principer, det mot socialismen riktade Quod apostolici av 28 dec. samma år, med dess fördömande av reformationen, samt Aeterni patris av 4 augusti 1879, vari Thomas av Aquinos vetenskapliga metod uppställdes som allmängiltigt mönster – visade, att Leo inte brutit med kurians traditionella grundsatser.
Gentemot det Italien som omsider enades ställde Leo sig oförsonlig som sin företrädare. I kurians förhållande till Belgien ledde lagen om den konfessionslösa skolan som genomdrevs av liberalerna 1879 till att de diplomatiska förbindelserna avbröts 1880. Även med Chile kom det till öppen konflikt. Men på andra håll lyckades Leos habila diplomati åstadkomma en utjämning, så med Schweiz och Ryssland, som 1895 förmåddes att återupprätta sin ambassad vid Vatikanen. Vad Tyskland beträffar ärvde Leo från företrädaren den så kallade kulturkampen; här lyckades han efter besvärliga förhandlingar – bekant är den roll numera kardinal Kopp därvid spelade – 1887 genomföra ett fredsslut som väsentligen blev en seger för den katolska kyrkan. De betydelsefullaste momenten i denna avveckling var kultusministern Adalbert Falks avgång 1879, dispensationslagen av 1880 samt därpå följande så kallade fredslagar, återupprättandet av en beskickning vid kurian 1882 samt utseendet av Leo till skiljedomare i tvisten mellan Spanien och Tyskland om Karolinerna. Även till den engelska regeringen ställde sig Leo i ett gott förhallande genom sina maningar till katolikerna på Irland att avhålla sig från den våldspolitik som nationalisterna på 1880-talet slagit in på.
I särskild grad upptogs Leos intresse av förhållandet till Frankrike, där de antiklerikala eller antireligiösa strömningarna under tredje republiken vållade ideliga svårigheter. Med kallblodig och konciliant opportunism undvek Leo öppen brytning efter genomförandet av kongregations- och skollagsstiftningen 1880–1882. I främsta rummet myntade på förhållandet till Frankrike, är de stora encyklikor (Immortale Dei av 19 november 1885 samt Libertas præstantissimum av 20 juni 1888), i vilka Leo med virtuosmässig balanseringskonst sökte åstadkomma en modus vivendi mellan ultramontanismens och den moderna statens kyrkopolitiska principer. Efter boulangismens och dess klerikala tillskyndares nederlag vid valen 1889 tog Leo omsider steget fullt ut och manade i encykiikan Inter innumeras av 16 februari 1892 de franske katolikerna, som dittills förknippat sina öden med monarkismens, att erkänna republiken. Under Leos sista år faller utbrottet av den stora kamp mellan stat och kyrka i Frankrike som inleddes genom Waldeck-Rousseaus kongregationslagstiftning (lag av 1 juli 1901), men som blev riktigt akut först under Pius X.
För det katolska kongregationsväsendet visade Leo det största intresse; bevis därpå är bland annat hans nyordning av Franciscus’ tredje orden. Även de kyrkliga återföreningssträvandena var föremål för hans omsorg: till en samling slaviska katoliker som under ledning av biskop Strossmayer 1884 besökte Rom, uttalade han en förhoppning om alla de slaviska folkens återförening med kyrkan, och i en encyklika av 1894 riktade han en maning i detta syfte till såväl de orientaliska som de protestantiska folken.

### Eftermäle
Karakteristisk för Leos pontifikat är den serie stora rundskrivelser vari påven på det elegantaste latin behandlade aktuella tidsfrågor på kyrkopolitikens eller politikens område. Utom den redan förut nämnda må ytterligare anföras encyklikan Humanum genus av 20 april 1884 mot frimurarna samt den berömdaste av alla Rerum novarum av 15 maj 1891, behandlande arbetarfrågan. Leos beslut att för forskningen öppna det vatikanska arkivet (1883) har för den historiska och kyrkohistoriska vetenskapen varit av genomgripande betydelse.
Leo måste otvivelaktigt betraktas som en av den nya tidens utmärktaste påvar. Hans omfattande bildning, ovanliga bekantskap med den moderna utvecklingens olika sidor samt hans diplomatiska mästerskap satte honom i stånd att i många fall återvinna eller utvidga kyrkans maktställning, att i andra avvända eller åtminstone fördröja en utveckling som för densamma skulle varit ödesdiger.